# Aspen 102.3
Aspen 102.3 es una estación de radio argentina que transmite desde la Ciudad Autónoma de Buenos Aires. Desde 2018 se ubica en el 2.° puesto de las radios FM más escuchadas de Argentina.

## Historia

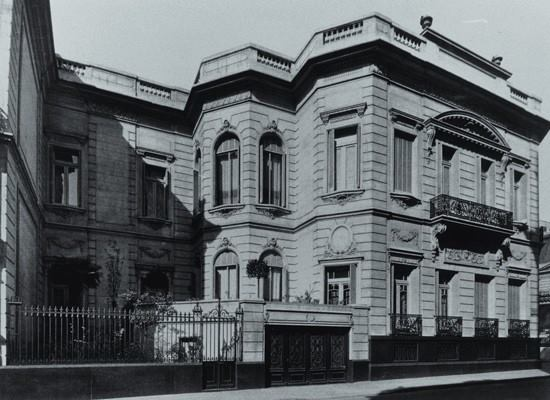
Juncal 989: primera e histórica sede de la emisora, que compartió entonces con Radio América.

Radio Aspen comenzó a transmitir el 7 de noviembre de 1988 desde Juncal 989, bajo la licencia que pertenecía a Láser 102, que había iniciado sus transmisiones el 5 de octubre de 1985. 
En 1993, la radio de los clásicos intentó competir con las radios rockeras dedicandose solamente a ese género con el nombre de  Aspen Rock. Posteriormente tuvo otras sedes (Honduras 5691, Freire 932 y Conde 935). También entre 2004 y 2007 transmitió algunos de sus segmentos desde Radio Set, un local gastronómico en Puerto Madero, equipado con un estudio de radio y un escenario para shows musicales. En 2009 fue adquirida por Albavisión, mediante la compra de la antes mencionada sociedad licenciataria. Y entonces también se estableció en el edificio que hoy ocupa. Desde el 19 de febrero de 2020 se encuentra disponible a través del dial 35.3 de la Televisión Digital Terrestre (TDA) para el ámbito del Gran Buenos Aires. El 20 de noviembre de 2020, se conoció que el Grupo Octubre había adquirido por completo la emisora, junto con Canal 9. En julio de 2025, fue premiado un Martin Fierro Radio de Platino por sus 37 años de trayectoria.